# Martina Bischof
Martina Bischof, född Fischer 23 november 1957 i Berlin, Tyskland, är en östtysk kanotist.
Hon tog OS-guld i K-2 500 meter i samband med de olympiska kanottävlingarna 1980 i Moskva.